# Zelandothyas hyporheica
Zelandothyas hyporheica är en spindeldjursart som beskrevs av Smit 1996. Zelandothyas hyporheica ingår i släktet Zelandothyas och familjen Zelandothyadidae. Inga underarter finns listade i Catalogue of Life.